# Fedora Alemán
Fedora Alemán (Caracas, 11 de octubre de 1912-Caracas, 6 de febrero de 2018) fue una cantante soprano venezolana.

## Biografía
Nació en Caracas el 11 de octubre de 1912. Estudió en la Escuela de Música y Declamación, en Caracas, y completó su formación en el canto con Alfred Hollander en Nueva York. También sus primeras grabaciones fueron para la RCA Victor. En 1936, debutó en el Teatro Municipal de Caracas.
Realizó giras de conciertos a través de EE. UU. hasta Río de Janeiro, y en 1951 por el Caribe. En 1954, participó el Primar Festival de Música Latinoamericana de Caracas, cantando Bachianas Brasileñas de Heitor Villa-Lobos, que declaró era la mejor intérprete de ese trabajo. En 1956, cantó el Lucy de la ópera de Gian Carlo Menotti:  El teléfono, o El amor a tres.
Después de apariciones en Niza y París, viajó en 1964 a Israel, donde apareció en Jerusalén y en Tel Aviv. Al año siguiente, cantó el estreno mundial de Cuatro canciones sefardíes de Joaquín Rodrigo en el Ateneo de Madrid y en el paraninfo de la Universidad Complutense de Madrid. En 1971, recibió el primer premio en el Certosa Festival de Italia. En 1974 fue elegida Mujer del Año en Venezuela. En 1977 recibió el Premio Nacional de Música, y en 1992 la Orden Andrés Bello. La Universidad Simón Bolívar la registró como "pionera del canto lírico en Venezuela"; y, fue profesora de música a partir de 2006, con un doctorado honoris causa.
A Fedora renombrados compositores le han dedicado delicado trabajos, incluyendo Por los caminos de Zorca y Petrea de Blanca Estrella de Méscoli, La renuncia de Antonio Estévez, Vuelas al fin de Moisés Moleiro, Canción a Fedora de José Reina, Giraluna lejana de Inocente Carreño, Alma no me digas nada de Ana Mercedes Asuaje de Rugeles y Pájaro del agua de Joaquín Rodrigo.
En 1989, se retiró de los escenarios. En 1990 fundó junto a la soprano venezolana Lotty Ipinza en Caracas el Taller de Técnica Vocal Fedora Alemán, inicialmente dirigido a aspirantes a cantantes líricos, de escasos recursos económicos y actualmente para estimular la participación de aquellos jóvenes atraídos por el canto.
Casada con el violinista estadounidense Mario di Polo tuvo dos hijos: el biólogo Reinaldo Víctor di Polo y el violista Frank di Polo quien, junto al maestro José Antonio Abreu, es cofundador del Sistema Nacional de Orquestas Juveniles de Infantiles de Venezuela (1975). 
Dijo la crítica Ana Mercedes Asuaje de Rugeles (1914-2012): 

Hoy, la majestad de Fedora con su otoñal belleza es como un inmenso relicario que guarda tesoros invalorables, conquistados en este tránsito irreversible que es vivir. Su presencia ilumina los espacios, cantando o callada siempre será Fedora, la sin par Fedora. Quédate así, amiga, mucho tiempo todavía.

Fedora Alemán y su esposo Mario di Polo fueron criadores de caballos pura sangre y propietarios del Stud Miami con ejemplares  como El Griego, Marfé (compuesto con el nombre de Mario su esposo y de Fedora), Sicilia, Miss Val  y el también el rendidor Otelo.  Mario Di Polo se convirtió en entrenador de caballos de carrera desde que aplicó en 1954 en el Hipódromo de El Paraíso y siguió en el Hipódromo de La Rinconada hasta su fallecimiento en 1975.
Fedora Alemán falleció el 6 de febrero de 2018, de causas naturales, a la edad de 105 años.

## Honores
- Directora de Música de Fundarte.
- Directora Musical del Museo del Teclado.
- Presidenta del Consejo Nacional del Arte Lírico.
- Maestra Honoraria de Unearte.

### Membresías
- De la Junta Directiva de la Fundación Musical “Simón Bolívar”.

### Eponimia
- Lotty Ipinza funda el Taller de Técnica Vocal Fedora Alemán.[10]

- Sala Fedora Alemán, de la Fundación Simón Bolívar.[11]

- El dramaturgo Levy Rossel le dedico una obra de teatro titulada "Fedora".

- La calle Fedora Alemán de la urbanización  Santa Rosa de Lima, Caracas fue designda  por la Municipalidad de Baruta,